# Claoxylon colfsii
Claoxylon colfsii är en törelväxtart som beskrevs av Airy Shaw. Claoxylon colfsii ingår i släktet Claoxylon och familjen törelväxter. Inga underarter finns listade i Catalogue of Life.